# نايت وولف (مورتال كومبات)
نايت وولف هو شخصية خيالية في سلسلة ألعاب القتال مورتال كومبات. ظهر للمرة الأولى في لعبة مورتال كومبات 3 سنة 1995 كمؤرخ أمريكي أصلي وديانته الشامانية واختير كمحارب لتمثيل الأرض أثناء غزو شاو كان. ظهر أيضا في فيلم مورتال كومبات: إبادة وفي المسلسل الكرتوني مورتال كومبات. ظهر في ألعاب فيديو مثل التيمت مورتال كومبات 3 ومورتال كومبات تريلجي.